# Румунія та євро
Національною валютою Румунії є лей. Після того, як Румунія приєдналася до Європейського Союзу (ЄС) у 2007 році, країна була зобов’язана замінити лей на євро, як тільки вона відповідатиме всім чотирьом критеріям конвергенції до євро, як зазначено в статті 140 Договору про функціонування Європейського Союзу. Станом на 2022 рік єдиною валютою на ринку є лей, а євро ще не використовується в магазинах. Румунський лей не є частиною Європейського механізму обмінного курсу (ERM II), хоча румунська влада працює над підготовкою до переходу на євро. Щоб досягти зміни валюти, Румунія повинна пройти принаймні два роки стабільності в межах критеріїв конвергенції. Нинішній уряд Румунії встановив самовстановлений критерій досягнення певного рівня реальної конвергенції як керуючий якор для визначення відповідного цільового року для членства в ERM II та запровадження євро. У березні 2018 року Національний план запровадження євро запланував дату введення євро в Румунії на 2024 рік. Тим не менш, на початку 2021 року цю дату перенесли на 2027 або 2028 рік і знову на 2029 рік наприкінці 2021 року.

## Історія

### Перші зміни в румунській валюті
Румунія була відкритою економікою з вільним потоком капіталу з вересня 2006 року, а загальна зовнішня торгівля перевищує 75% валового внутрішнього продукту (ВВП) (Isărescu 2007).
Фінансовий ринок Румунії ще триває, і експерти відзначають тенденцію до підвищення ефективності біржових операцій.  Отже, приплив портфельних інвестицій, ймовірно, збільшиться. Це може стати ще одним ресурсом для подолання дефіциту рахунку поточних операцій. За оцінками, грошові перекази румунських людей, які працюють за кордоном, у короткостроковій перспективі залишаться високими. Тим не менш, вступ країни до ЄС також породжує новий ресурс, здатний покрити дефіцит, а саме трансферти зі структурних та об’єднаних фондів до Румунії, як країни згуртованості, яка буде досягнута починаючи з 2008 року.
Перший крок, необхідний для підготовки до переходу лея на євро, відбувся одночасно з знеціненням національної валюти. Так, у 2005 році новий румунський лей був надрукований із такими ж фізичними розмірами, як і євро, щоб відповідати системі банкоматів Союзу. 
У 2006 році уряд Румунії оголосив, що новий план приєднання до ERM II (необхідна умова для прийняття євро) відбудеться лише після 2012 року; на кону стояли такі важливі перешкоди, як нестабільність цін і високі процентні ставки. У червні 2007 року президент Європейського центрального банку сказав, що «Румунія має зробити багато домашнього завдання ... протягом кількох років» до приєднання до ERM II. У грудні 2009 року уряд Румунії оголосив про свій офіційний план приєднання до єврозони до 1 січня 2015 року.
У 2011 році уряд Румунії оголосив, що до 2013 року працюватиме відповідно до перших чотирьох критеріїв конвергенції, але економіці знадобляться подальші реформи, щоб успішно перейти на євро.

### Затримки з дотриманням ERM II
У 2012 році голова Національного банку Румунії (БНР) підтвердив, що Румунія не досягне своєї попередньої цілі щодо приєднання до єврозони в 2015 році. Він звернув увагу на переваги для Румунії від того, що вона не була частиною єврозони під час європейської боргової кризи, але сказав, що країна в наступні роки намагатиметься відповідати всім критеріям конвергенції. Занепокоєння щодо продуктивності робочої сили Румунії також викликали затримку.
У 2013 році Румунія подала свою щорічну програму конвергенції до Європейської комісії, яка не визначила цільову дату прийняття євро. Прем'єр-міністр Віктор Понта заявив, що вступ до єврозони все ще є основною метою для Румунії, але вони не можуть увійти непідготовленими, що робить дату вступу 2020 року більш реалістичною.
У той же час БНР подала на розгляд до Європейського центрального банку (ЄЦБ) проект змін до Конституції Румунії. Зміни зроблять статут БНР органічним законом для забезпечення «інституційної та функціональної стабільності», а також дозволять «передати завдання БНР ЄЦБ та запровадити євро як законний платіжний засіб» з використанням органічного закону.
У 2014 році в Звіті про конвергенцію Румунії було визначено цільову дату введення євро до 1 січня 2019 року. За даними Erste Group Bank, Румунія не зможе досягти цієї амбітної цілі до 2019 року не щодо дотримання чотирьох значень критеріїв номінальної конвергенції, а щодо досягнення певних відповідних рівнів реальної конвергенції (тобто підвищення ВВП на душу населення з 50% до рівня вище 60% від середнього по ЄС) перед введенням євро.
Керівник Центрального банку Румунії Мугур Ісереску визнав, що ціль була складною, але її можна було б досягти, якщо політичні партії ухвалять юридичну дорожню карту для впровадження необхідних реформ. Виявилося, що ця дорожня карта змогла підштовхнути Румунію до вступу в ERM II 1 січня 2017 року, щоб євро міг бути прийнятий після двох років членства в ERM II 1 січня 2019 року.
Однак у 2015 році Ісереску знову стверджував про затримку переходу на євро. Напередодні вступу до ERM II Румунії потрібно буде провести монетарні коригування, завершивши процес приведення нормативів мінімальних резервів у відповідність до рівня єврозони. Ісереску передбачав, що процес триватиме від дванадцяти до вісімнадцяти місяців; Румунії необхідно було внести серйозні корективи в економічну політику шляхом:
- усунення джерел придушеної інфляції (тобто завершення дерегуляції енергетичного ринку);
- усунення джерел квазіфіскального дефіциту (шляхом реструктуризації збиткових державних підприємств);
- усунення інших джерел майбутнього бюджетного тиску (тобто неминучих витрат на модернізацію дорожньої інфраструктури).

У червні 2015 року прем'єр-міністр Румунії Віктор Понта заявив, що він відкритий до ідеї проведення референдуму щодо прийняття євро. Однак вирішальна трійка – президент, губернатор БНР і міністр фінансів – не розглядала цей варіант.
Ціль «реального зближення» перед запровадженням євро полягає в тому, щоб ВВП Румунії на душу населення, з точки зору купівельної спроможності, перевищив 60% середнього показника по всьому ЄС. Прогнози передбачали, що цей відносний показник досягне 65% у 2018 році і 71% у 2020 році після того, як він зріс такими ж темпами з 29% у 2002 році до 54% у 2014 році.
Румунський уряд також висловив зобов’язання якомога швидше приєднатися до всіх стовпів Банківського союзу. Однак у вересні 2015 року Ісереску заявив, що мета на 2019 рік більше не є реальною. Міністр закордонних справ Румунії Теодор Мелешкану заявив 28 серпня 2017 року, що, оскільки країна "відповідає(-ють) всім офіційним вимогам", Румунія "може приєднатися до валютного союзу навіть завтра". Однак він думав, що Румунія "введе євро через п'ять років, у 2022 році". У березні 2018 року члени Соціал-демократичної партії (СДП) на позачерговому з’їзді проголосували за цільову дату введення євро в 2024 році.
У лютому 2021 року прем’єр-міністр Румунії Флорін Сіцу оголосив, що дата запровадження євро в Румунії знову буде перенесена на 2027 або 2028 рік. Потім, у грудні 2021 року, Florin Georgescu, перший заступник губернатора БНР, заявив, що дату знову перенесуть на 2029 рік.

## Сучасні перспективи
Немає жодного тиску на Румунію, щоб вона приєдналася до ERM у певний рік, а через два роки послідувало прийняття євро. Держави-члени ЄС можуть використовувати положення про відступ, щоб запобігти вступу Румунії в ERM, і дотримуватися своєї монетарної політики як буфера проти зовнішніх шоків. Комісія ЄС і Європейська Рада не закликали Румунію, країну-кандидат на євро, приєднатися до єврозони, і це навряд чи станеться в майбутньому через зростаючі сумніви в Брюсселі та в столицях деяких нинішніх членів єврозони щодо мудрості подальше розширення єврозони. Таким чином, Румунія має достатньо часу, щоб створити економічні умови, за яких втрата монетарного та фіскального суверенітету була б менш болючою.

### Грошово-кредитна та валютна політика
У Румунії головною метою БНР є забезпечення та підтримка стабільності цін, водночас просування загальної економічної політики уряду. Як зазначено у статті 2 Закону 312/2004, Національний банк відповідає за визначення та реалізацію стратегії монетарної політики (Пряме таргетування інфляції ) та політики валютного курсу.
Протягом багатьох років БНР підтримувала монетарну політику, поступово знижуючи ставку. Перший крок був досягнутий у період з лютого 2009 року по березень 2012 року, коли БНР знизила державну ставку на кумулятивну 500 базисних пунктів до 5,25%, після чого відбулося швидке зниження річного рівня інфляції, що дозволило БНР відновити зниження. коригування полісної ставки. У період з липня 2013 року по лютий 2014 року БНР знизила облікову ставку на 175 базисних пунктів до 3,5%.
Румунія впоралася з плаваючими валютними курсами і дотримується цілей щодо інфляції як номінального якоря для монетарної політики та для забезпечення гнучкої реакції політики на непередбачувані шоки, які потенційно можуть вплинути на економіку. Причини не входу в зону євро є складними, охоплюючи національні проблеми, включаючи недостатню економічну конвергенцію через недостатню привабливість членства в євро, а також невирішеність порядку денного інституційних реформ (Backé and Dvorsky 2018).

### Підготовка до переходу на євро[17]
Відмова від інструменту монетарної політики. Відповідальність за монетарну політику та обмінний курс перейде до Європейського центрального банку, що залишить Румунію без можливості контролювати важливий інструмент грошово-кредитної політики (відсоткова ставка монетарної політики) і поступиться обмінному курсу, ще одному інструменту, який сприяє коригуванні економіки., особливо під час рецесії.
Конвергенція. Щоб зазнати менших витрат від зміни валюти, структурна, реальна та інституційна конвергенція має бути якомога вищою. Бізнес-цикли мають бути синхронізовані (періоди економічного спаду та економічного зростання мають бути одночасними в Румунії та в єврозоні). Загалом, Румунія на чверть відстає від економіки єврозони. Отже, вплив монетарної політики ЄЦБ матиме асиметричний ефект. Рішення про перехід на євро валюту не відповідає фазі економічного циклу Румунії.
Контроль макроекономічних балансів. Румунія повинна підтримувати баланс макроекономіки: у приватному секторі (низька ставка боргу), у бюджетному секторі (низький дефіцит бюджету) та у зовнішньому секторі (стабільний баланс).
Альтернативний інструмент процентної ставки та обмінного курсу. Відмовляючись від цих двох інструментів, Румунія повинна знайти інструмент заміни: економісти зазвичай рекомендують гнучкість ринку праці, гнучкість заробітної плати та мобільність факторів виробництва.
Це прояв волі та сили. Ця амбіційна мета може забезпечити Румунію міцну, міцну економіку. Крім того, якщо Румунія непідготовлена увійде до ЄС, вигоди будуть меншими, ніж витрати.

### Комітет з підготовки до переходу на євро
Комітет з підготовки до переходу на євро при Національному банку Румунії («Комітет») спочатку був створений у 2011 році. Початкова сфера діяльності комітету полягала в тому, щоб працювати як дорадчий орган для аналізу аспектів, пов’язаних із прийняттям євро. Іншою метою Комітету було стати справжньою платформою для обговорення, враховуючи, що на його засідання були запрошені представники інших органів державної влади.
Нинішнє завдання Комітету полягає в глибокому, всебічного аналізу в рамках БНР і міцних стосунках між членами правління з керівниками відділів центрального банку, щоб тримати їх в курсі аспектів, пов’язаних із прийняттям євро. Комітет зберігає свою початкову роль платформи для обговорення, оскільки він сприяє міжінституційному діалогу з метою підвищення обізнаності між компетентними органами влади щодо фіскальних та структурних реформ, необхідних для забезпечення більшої гнучкості румунської економіки при переході на євро.
Основними темами обговорення Комітету є:
- досвід інших країн-членів ЄС щодо підготовки до переходу на євро;
- етап підготовки Румунії до запровадження євро;
- нові механізми та концепції, розроблені в ЄС у сфері економічного управління та зміцнення Економічного та валютного союзу;
- документи Європейської комісії, Європейського центрального банку та уряду Румунії щодо наближення до єврозони країн-членів, які відступили.

### Національна комісія з розробки національного плану запровадження євро
У 2018 році уряд заснував через надзвичайну постанову уряду новий орган, щоб допомогти досягти належної конвергенції перед переходом на євро. Так, у 2018 році була створена Національна комісія з розробки плану запровадження євро (Національна комісія). На час функціонування цієї Нацкомісії діяльність Комітету буде припинена, згідно з положеннями ГЕО.
Завданнями Національної комісії, які мають безпосередній вплив на критерії правової зближення, є:
а) розробка Національного плану переходу на євро та графіка дій, необхідних для запровадження євро;
б) оцінка чинної законодавчої бази та підготовка нових законодавчих проектів щодо запровадження євро;
в) моніторинг підготовки національних систем до переходу на євро, модифікації/сумісності платіжної системи та національного обліку;
г) визначення необхідних дій та залучених суб'єктів для організації інформаційних кампаній для широкої громадськості щодо запровадження євро, розробки та оновлення спеціалізованих сайтів та створення пунктів інформаційної допомоги для громадян і компаній. Національна комісія забезпечить чітке, об'єктивне, своєчасне та точне інформування громадськості про введення євро;
ґ) встановлення та моніторинг окремих елементів, відповідно, паралельного обігу національної валюти та євро, а також відображення цін у національній валюті та в євро;
е) складання періодичних робочих звітів та розсилання їх до залучених установ.

## Громадська думка
Останній Flash Eurobarometer показує, що більшість румунських респондентів підтримує впровадження євро на національному ринку. Зі зменшенням на 8 процентних пунктів 61% румунів виступають за прийняття євро.

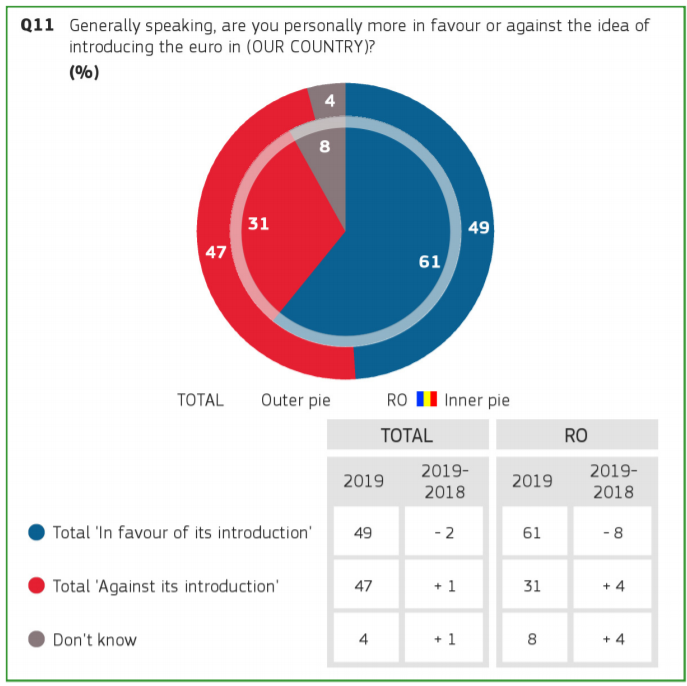
Відсоток румунів виступає проти прийняття євро.

Говорячи про позитивний вплив переходу з національної валюти на євро, 52% румунських респондентів вважають, що спільна валюта мала позитивний вплив на країни-члени єврозони, які вже її використовують.

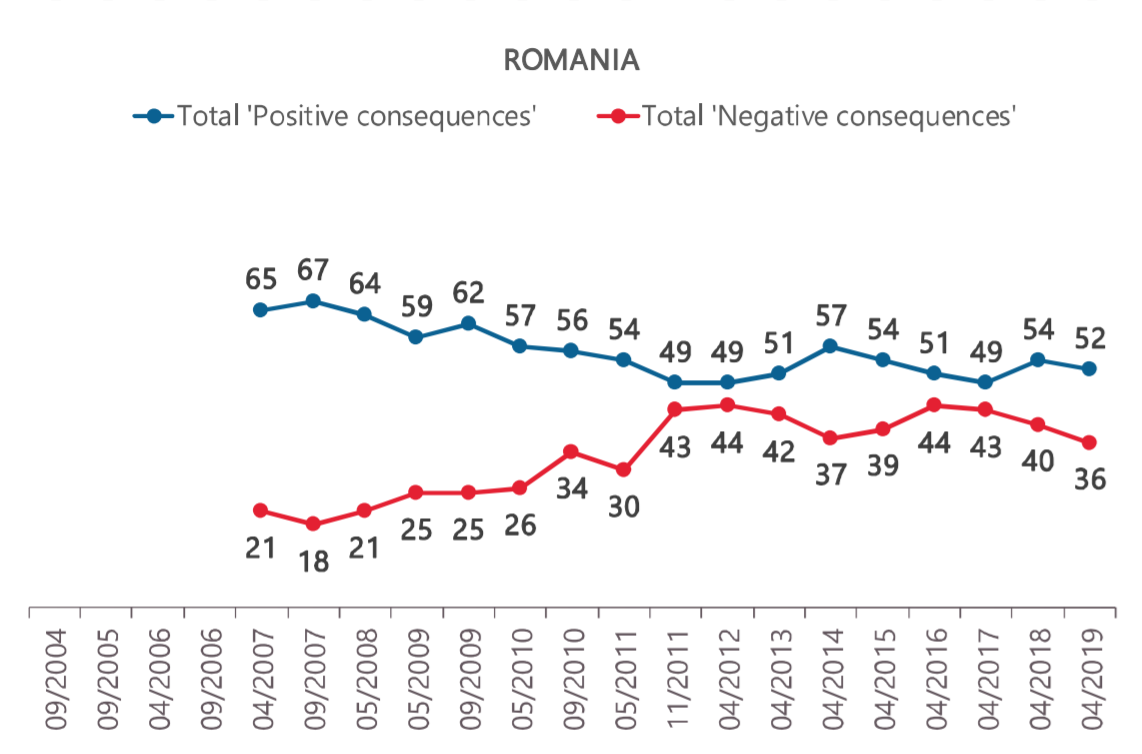
Як ви вважаєте, чи матиме введення євро позитивні чи негативні наслідки для національної економіки?